# Omar II
Omar II ibn Abd al-Aziz (Arabisch: عمر بن عبد العزيز, Medina 682/683 - Damascus, februari 720) was de achtste kalief uit het geslacht der Omajjaden. Hij regeerde van 717 tot 720.

## Leven
Hij was de neef van Suleiman ibn Abd al-Malik.

## Religieuze- en staatshervormingen
Hij is na Oethman ibn Affan de enige Omajjadische kalief die bij het nageslacht wordt geprezen wegens zijn vroomheid. Hij nam tal van maatregelen om de strenge beginselen van de islam overal in praktijk te brengen maar die, zoals zijn belastingpolitiek, niet bevorderlijk waren voor de welvaart. Door veel islamitische geleerden wordt Omar II, wegens zijn vroomheid, gezien als de vijfde rechtgeleide kalief.
- zie ook Pact van Omar

## Militaire campagnes

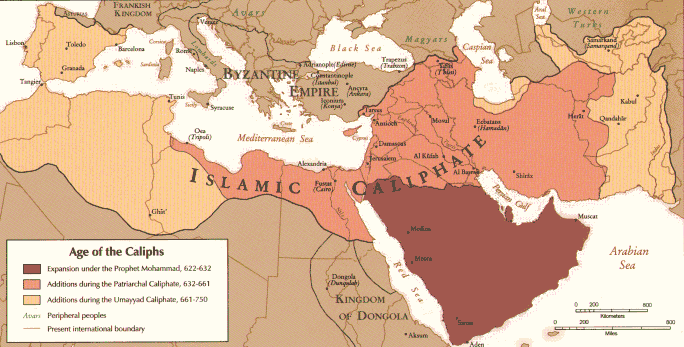
Het Arabische Rijk begin 8e eeuw

Toen Omar II aan de macht kwam, was het Arabische Rijk in vele oorlogen betrokken; m.n. :
- Beleg van Constantinopel (717-718) (zie Byzantijns-Arabische oorlogen)
- De verovering van het Iberisch schiereiland  (Al-Andalus)
- Oorlog met de Khazaren over de Kaukasus

## Opvolging
Omar II werd vlak bij Qalat Semaan, de kerk van Simeon de Pilaarheilige, in Syrië begraven.